# Guerra romano-parta de 216–217
Guerra romano-parta de 216-217, também conhecida como Campanha parta de Caracala, foi uma campanha militar fracassada empreendida pelo imperador romano Caracala (r. 211–217) contra o Império Parta entre 216 e 217. Foi o clímax de um período de quatro anos, iniciado em 213, no qual Caracala passou a perseguir uma longa campanha na Europa central, oriental e no Oriente Médio. Depois de intervir para depor monarcas em estados clientes na fronteira parta, Caracala invadiu o vizinho em 216 usando como pretexto a recusa de uma proposta de casamento com a filha do xá. Suas forças realizaram uma campanha de massacres no norte do Império Parta antes de recuar para a Ásia Menor, onde o imperador foi assassinado em abril de 217. A guerra terminou no seguinte com os romanos tendo que pagar uma enorme quantia na forma de reparações de guerra aos partas.

## Contexto
Nos anos imediatamente anteriores à guerra, o Império Parta esteve ocupado com um conflito os dois filhos do rei Vologases V. Vologases VI sucedeu ao pai em 28, mas seu irmão, Artabano IV se rebelou e declarou-se rei logo em seguida. Enquanto Artabano conseguia se impor ao irmão, mas sem conseguir derrotá-lo completamente, o conflito desestabilizou os reinos vizinhos da Reino da Armênia e Osroena, estados-tampão entre os impérios romano e parta. Caracala se aproveitou da confusão em ambos para expandir o poder romano na região e criar as condições para uma invasão ao Império Parta. Como a Armênia e Osroena eram parte da esfera de influência parta na época — a Armênia trocou diversas vezes de lado ao longo do século anterior — ele evidentemente sabia que o domínio romano seria uma forma de reduzir o poder parta e de se posicionar Roma para uma futura invasão.
De acordo com o historiador romano Dião Cássio, o rei osroeno Abgar X provocou revolta entre seus súditos por sua truculência e Caracala aproveitou o pretexto para derrubá-lo, convocando-o para sua corte e aprisionando-o. Com Abgar fora do caminho, Caracala anexou Osroena e transformou-a na província de Osroena. Três anos depois, ele interveio novamente na guerra civil entre Cosroes I da Armênia contra seus filhos. O imperador se ofereceu para mediar a disputa, mas prendeu tanto o rei quanto seus filhos rebeldes, provocando uma revolta entre os armênios. A revolta ainda estava em andamento quando Caracala morreu em 217.
Caracala viajou para o Mediterrâneo oriental em 215 e permaneceu ali pelo resto de seu reinado, transformando Antioquia em sua capital de facto durante o período. Seguindo Herodiano, sua intenção era se associar à imagem de Alexandre, o Grande — "transformar-se em Alexandre" — quando marchou pela Ásia Menor atravessando a Macedônia e com sua ordem para que fosse construídas numerosas estátuas do conquistador em Roma e em vários outros locais. Tanto Dião quanto Herodiano contam que Caracala viajou até o Egito para prestar homenagem no túmulo do rei macedônio, mas acabou perpetrando um grande massacre da população local em 215.

## Campanha parta e assassinato

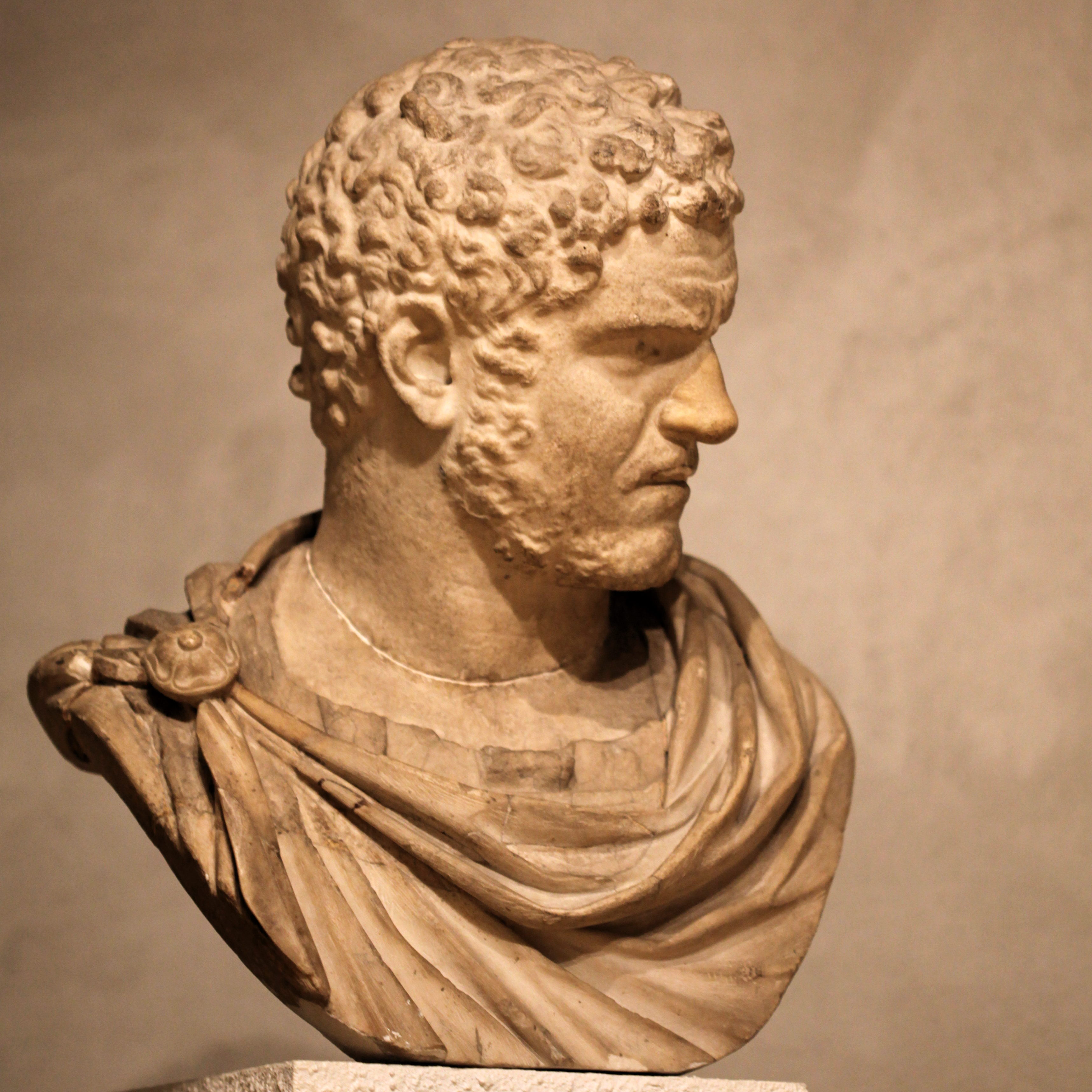
Busto do imperador Caracala.

Durante o inverno de 215-6, Caracala permaneceu em Nicomédia com seu exército se preparando para uma grande ofensiva contra armênios e partas. Segundo Dião, Caracala tentou arrumar um pretexto para a guerra na recusa do xá Vologases VI de soltar dois reféns, Tirídates da Armênia e o filósofo cínico Antíoco. Porém, quando Vologases foi deposto por Artabano IV, os reféns foram enviados a Caracala, que se viu temporariamente em um casus belli.
Caracala então simplesmente inventou uma nova causa para sua guerra, embora Dião Cássio e Herodiano apresentem relatos conflitantes sobre o que teria acontecido. Ambos relatam que Caracala justificou sua guerra afirmando que Artabano havia negado a exigência do imperador de se casar com a filha do xá. Dião afirma que Artabano se recusou por acreditar, provavelmente corretamente, que Caracala utilizaria o casamento como pretexto para simplesmente anexar a Pártia. Herodiano apresenta uma versão diferente, afirmando que Artabano, cansado das exigências de Caracala, concordou com o casamento. Durante a celebração pela chegada de Caracala, provavelmente no palácio real parta, em Arbil, Carcala teria ordenado que suas tropas massacrassem a noiva e todos os convidados. Nas palavras de Herodiano:
| “ | Uma enorme horda de bárbaros se reuniu e permanecia de forma casual, onde quer que estivesse, ansiosa para para ver o noivo, já esperando nada fora do normal. Então o sinal foi dado e Caracala ordenou que seu exército atacasse e massacrasse os espectadores. Embasbacado pela chacina, os bárbaros fugiram, feridos e sangrando. O próprio Artabano, agarrado e colocado num cavalo por um de seus guarda-costas, escapou por pouco com alguns companheiros. O resto dos partas, sem seus indispensáveis cavalos, foram todos mortos (pois tinham enviado seus cavalos para pastar e ficaram). Não conseguiram fugir correndo também; suas vestes longas e largas, que ultrapassavam seus pés, os fizeram tropeçar | ” |
|   | — Herodiano, História Romana 4:11. |   |

O exército romano iniciou uma campanha de massacres na Pártia, provavelmente numa área limitada ao norte da Mesopotâmia e ao reino aliado parta de Adiabena; por isso, é possível que a campanha tenha sido pouco mais do que uma demonstração do poder romano do que uma tentativa real de conquista. Segundo Dião Cássio:
| “ | ...arrasou uma grande porção de terra à volta da Média ao realizar uma incursão súbita, saqueou muitas fortalezas, venceu Arbela, escavou os túmulos reais dos partas e esparramou os ossos. Isto foi muito fácil para ele realizar pois os partas sequer lhe deram combate... Os bárbaros se refugiaram nas montanhas além do Tigre para terminar seus preparativos, mas Antonino [Caracala] suprimiu este fato e tomou para si o crédito como se tivesse aniquilado completamente estes inimigos, que, na realidade, jamais viu | ” |
|   | — Dião Cássio, História Romana 79:1. |   |

Caracala mais tarde informou por carta o Senado Romano de que o Império Parta havia sido derrotado e recebeu o título de "Parthicus Maximus" ("grande conquistador da Pártia") para usar junto com os títulos já existentes de "Britannicus Maximus" e "Germanicus Maximus" (referências às suas campanhas na Britânia e na Germânia). O exército passou o inverno em Edessa, mas Caracala foi assassinado em 8 de abril de 217 enquanto urinava na beira de uma estrada. Os partas se reagruparam e forçaram os romanos a um sangrento impasse na Batalha de Nísibis. O sucessor de Caracala, Macrino, encerrou a guerra em 218 pagando aos partas uma grande quantia — possivelmente 50 milhões de denários ou mais — como reparações de guerra.